# Boghassa
Boghassa è un comune rurale del Mali facente parte del circondario di Abéïbara, nella regione di Kidal.